# Tasse à moustache
La tasse à moustache (ou tasse moustache, ou tasse-moustache) est une tasse avec un rebord semi-circulaire à l'intérieur. Le rebord a une ouverture en forme de demi-lune pour permettre le passage des liquides et sert de protection pour garder les moustaches au sec. Il est généralement reconnu qu'elle a été inventée dans les années 1860 par le potier britannique Harvey Adams (né en 1835).

## Historique
Les moustaches ont fleuri tout au long de l'ère victorienne. En fait, de 1860 à 1916, l'armée britannique exigeait que tous ses soldats arborent une moustache pour l'autorité qu'elle conférait à l'homme moustachu. Souvent, de la cire à moustache (en) était appliquée sur la moustache pour la maintenir raide, avec tous les poils bien en place. Lorsqu'on boit des liquides chauds, la vapeur de la boisson fait fondre la cire qui goutte alors dans la tasse. Siroter du thé ou du café chaud tache aussi souvent les moustaches,.
En 1860, l'Anglais Harvey Adams invente un récipient inhabituel : « la tasse à moustache ». C'est une variante de la tasse à thé. Elle a un rebord ou une « étagère », appelé une garde à moustache, en travers de la tasse. Le rebord a une ouverture semi-circulaire contre le côté de la coupe. La moustache repose en sécurité et au sec sur la garde tandis que la personne sirote une boisson chaude à travers l'ouverture.
La nouvelle invention se répand sur tout le continent européen ainsi qu'en Amérique du Nord. Une multiplicité de coupes à moustache ont été fabriquées par de célèbres manufactures telles que Meissen (de), Royal Crown Derby, Imari, Royal Bayreuth, Limoges et autres. Elles sont fabriquées dans différents matériaux comme la céramique, la porcelaine ou en métal comme l'argent.
La tasse reste un objet à la mode jusqu'à la fin de la Première Guerre mondiale. Entre 1920 et 1930, les moustaches ont progressivement commencé à se démoder et par conséquent, la production de tasses à moustache périclite. Aujourd'hui, ces exemples d'élégance masculine victorienne sont convoités et collectionnés par un nombre croissant de passionnés.
Les tasses à moustache sont de plus en plus recherchées car leur popularité a augmenté ces dernières années en raison d'une résurgence de la moustache chez les hommes, en particulier pour celles qui nécessitent de la cire à moustache.

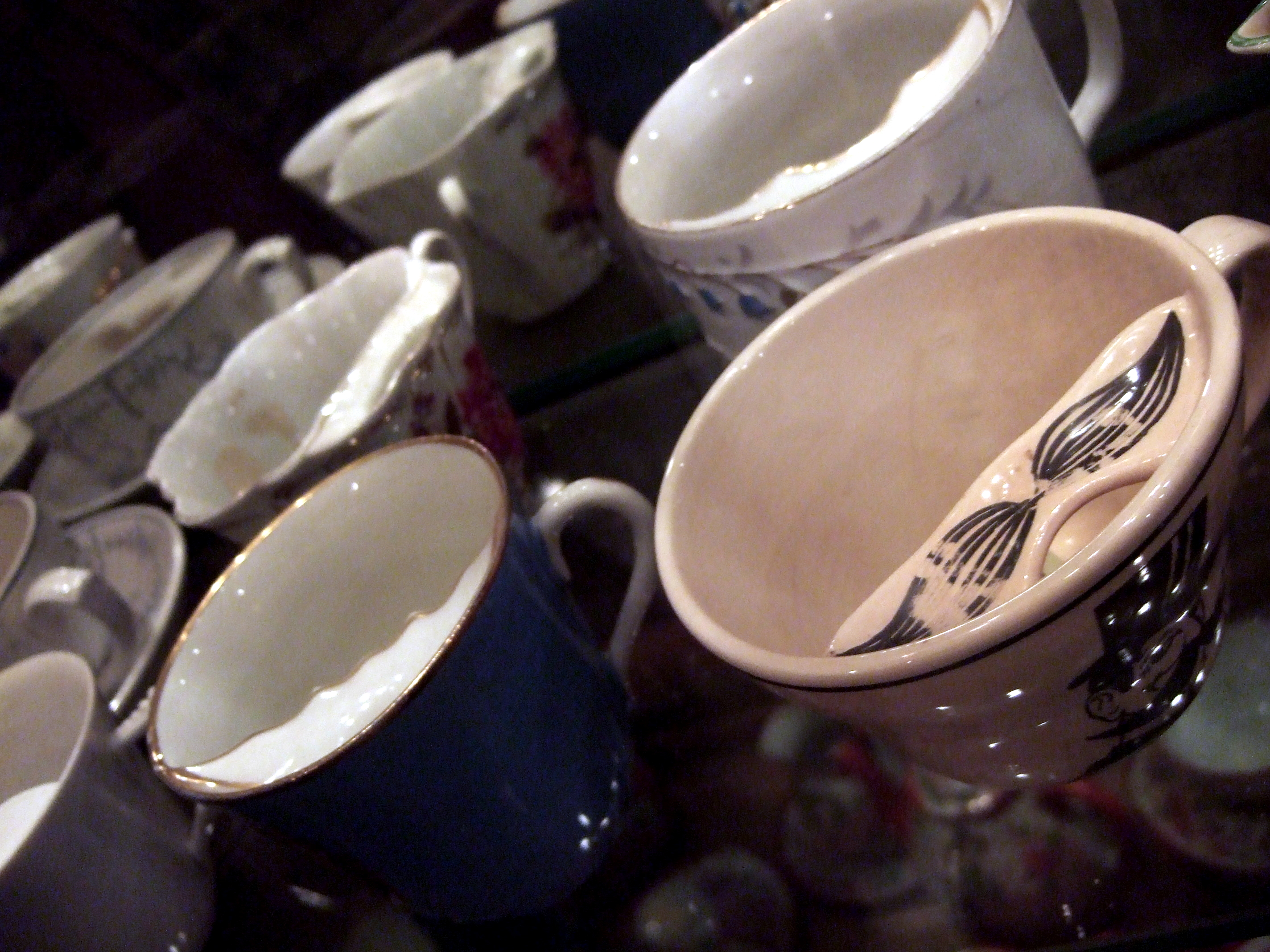
Une collection de tasses du musée du thé de Mariage Frères, Paris.
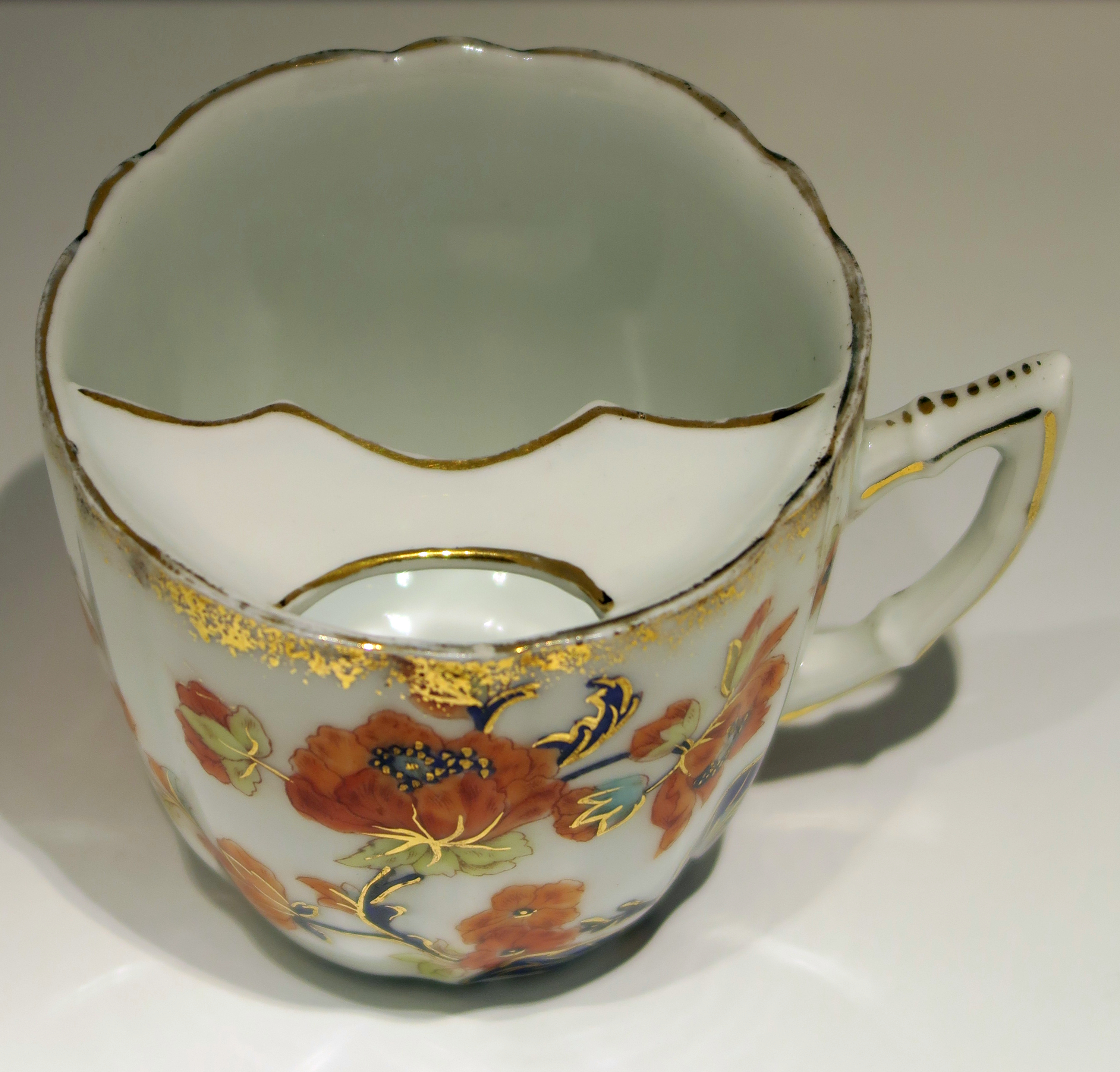
Tasse à moustache de 1880.